# Athletic Club 1995-1996
La pagina racchiude la rosa dell'Athletic Club nella stagione 1995-96

## Rosa
| N. |                   | Ruolo | Calciatore            |
| -- | ----------------- | ----- | --------------------- |
| 1  | Spagna (bandiera) | P     | Juan José Valencia    |
| 2  | Spagna (bandiera) | D     | Andoni Lakabeg        |
| 3  | Spagna (bandiera) | D     | Aitor Larrazabal      |
| 4  | Spagna (bandiera) | D     | Aitor Karanka         |
| 5  | Spagna (bandiera) | D     | Genar Andrinua        |
| 6  | Spagna (bandiera) | C     | Josu Urrutia          |
| 7  | Spagna (bandiera) | C     | Jon Andoni Goikoetxea |
| 8  | Spagna (bandiera) | C     | Julen Guerrero        |
| 9  | Spagna (bandiera) | A     | José Ángel Ziganda    |
| 10 | Spagna (bandiera) | C     | Ander Garitano        |
| 11 | Spagna (bandiera) | A     | Ernesto Valverde      |
| 12 | Spagna (bandiera) | D     | Carlos García         |
| 13 | Spagna (bandiera) | P     | Jorge Aizkorreta      |

| N. |                   | Ruolo | Calciatore            |
| -- | ----------------- | ----- | --------------------- |
| 14 | Spagna (bandiera) | D     | Óscar Vales           |
| 15 | Spagna (bandiera) | D     | José Manuel Galdames  |
| 17 | Spagna (bandiera) | A     | Joseba Etxeberria     |
| 18 | Spagna (bandiera) | D     | Bittor Alkiza         |
| 20 | Spagna (bandiera) | A     | Eduardo Estíbariz     |
| 21 | Spagna (bandiera) | D     | Iñigo Larrainzar      |
| 22 | Spagna (bandiera) | D     | Óscar Javier Tabuenca |
| 24 | Spagna (bandiera) | D     | Jon Ander Lambea      |
| 25 | Spagna (bandiera) | A     | Bolo                  |
| 26 | Spagna (bandiera) | C     | Txutxi                |
| 31 | Spagna (bandiera) | A     | Gorka Bidaurrazaga    |
| 35 | Spagna (bandiera) | C     | Felipe Guréndez       |
| -  | Spagna (bandiera) | A     | Ricardo Mendiguren    |

### Staff tecnico
- Allenatore:  Dragoslav Stepanović (1ª-31ª giornata) poi  José María Amorrortu (31ª-42ª giornata)

Come da politica societaria la squadra è composta interamente da giocatori nati in una delle sette province di Euskal Herria o cresciuti calcisticamente nel vivaio di società basche.

### Statistiche
- 39: Larrainzar
- 38: Carlos García
- 37: Óscar Vales
- 36: Larrazabal
- 35: Valencia
- 33: Goikoetxea, Guerrero, Ziganda, Etxeberria
- 31: Karanka
- 27: Alkiza
- 26: Garitano
- 25: Urrutia
- 23: Tabuenca
- 21: Estibariz
- 20: Bolo
- 16: Andrinua, Galdames
- 13: Valverde
- 10: Txutxi
- 8: Aizkorreta
- 5: Felipe
- 4: Lambea, Bidaurrazaga
- 2: Lakabeg, Mendiguren

- 9: Guerrero, Ziganda
- 7: Etxeberria
- 5: Carlos García
- 3: Bolo
- 2: Larrazabal, Andrinua, Garitano
- 1: Valverde, Óscar Vales, Tabuenca

## Vittorie e piazzamenti
- Primera División: 15°
- Copa del Rey: Dopo aver eliminato il Alavés al primo turno (doppia vittoria: 0-1 e 4-1), il Salamanca al secondo turno (0-0 e 3-1), negli ottavi di finale l'Athletic viene estromesso dal Racing Santander (sconfitta casalinga per 2-3 e vittoria esterna per 0-1).